# Tricrania
Tricrania is een geslacht van kevers uit de familie oliekevers (Meloidae).
Het geslacht is voor het eerst wetenschappelijk beschreven in 1860 door LeConte.

## Soorten
Het geslacht omvat de volgende soorten:
- Tricrania murrayi LeConte, 1860
- Tricrania sanguinipennis (Say, 1824)
- Tricrania stansburyi Haldeman, 1852